# مادر قلب‌اتمی (آلبوم پینک فلوید)
مادر قلب اتمی (به انگلیسی: Atom Heart Mother) پنجمین آلبوم از گروه موسیقی پراگرسیو/سایکدلیک راک بریتانیایی، پینک فلوید، است.
این آلبوم در سال ۱۹۷۰ توسط هاروست رکوردز و ئی‌ام‌آی رکوردز در بریتانیا، و توسط هاروست و کپیتال رکوردز؛ در ایالات متحده منتشر شد. این در ابی رود استودیوز لندن ضبط شد و اولین آلبومِ پینک فلوید است که به جایگاهِ ۱ در بریتانیا می‌رسد. در حالی که این آلبوم به جایگاهی بهتر از ۵۳ در ایالات متحده نرسید، اما در آنجا توانست گواهی طلایی را دریافت کند.
آلبوم به صورت رمستر و در قالب لوح فشرده در بریتانیا و ایالات متحده (۱۹۹۴) منتشر شد، در سال ۲۰۱۱ نیز دوباره ویرایش رمسترشده‌ای از آن انتشار یافت. ران گیسین، کسی که سابقهٔ همکاری با راجر واترز را دارد نیز با اعمال تغییراتی قابل ذکر؛ خود را در این آلبوم مشترک کرد.
طرح روی جلدِ این آلبوم توسط گروه طراحی هیپ‌نسیس، طراح اکثر جلد آلبوم‌های اولیهٔ گروه، طراحی شده‌است و از آن جهت قابل یادآوری است که برای اولین بار است که طرح جلدهای گروه؛ شامل نوشته‌هایی مانند نام عکاس، نام اعضای گروه و مانند این نشده‌است. این روند در آلبوم‌های دههٔ هفتادِ گروه نیز ادامه یافت.
با اینکه آلبوم از دیدگاه منتقدان مثبت ارزیابی شد و از لحاظ تجاری نیز موفق بود؛ اما از سوی اعضای گروه، بیشتر در سال‌های اخیر؛ و به ویژه از سوی واترز و دیوید گیلمور؛ دیدگاه‌های منفی دریافت کرد. بااینحال محبوبیتش به حدی بود که گیلمور در سال ۲۰۰۸ همراه ران گیسین آهنگی از این آلبوم را اجرا کرد.
این اولین آلبوم پینک فلوید است که به صورت استریو درهم‌آمیخته می‌شود.

## عنوان آلبوم
ابتدا عناوین «زمینه‌ای از یک تصور غربی» و «دسر شگفت‌انگیز» (بعدها از این اسم به عنوان مجله‌ای برای هواداران پینک فلوید در اواسط دهه هشتاد و اوایل دهه نود استفاده شد) برای آلبوم انتخاب شده بود. اما در ادامه عنوان این آلبوم را از یکی از سر مقاله‌های یک روزنامه انگلیسی ایونینگ استاندارد انتخاب کردند. محتوای این مقاله با عنوان مادر قلب اتمی راجع به زن حامله‌ای بود که برای اولین بار در دنیا حاضر به پذیرفتن پیوند قلب مصنوعی شده بود.

## جلد آلبوم
جلد آلبوم یک گاو را نشان می‌دهد که در چمنزاری ایستاده و فاقد هرگونه متن یا عبارتی در روی آن است. در برخی ورژن‌های منتشر شده بعدی نام گروه و نام آلبوم به آن افزوده شد.

## فهرست آهنگ‌ها
| سمت نخست | سمت نخست                                                                   | سمت نخست     | سمت نخست |
| شماره    | نام                                                                        | خواننده اصلی | مدت      |
| -------- | -------------------------------------------------------------------------- | ------------ | -------- |
| ۱.       | «مادر قلب‌اتمی» (دیوید گیلمور، راجر واترز، ریچارد رایت، نیک میسن، ران گیسن) | موسیقی سازی  | ۲۳:۴۴    |

| سمت دوم | سمت دوم                                            | سمت دوم      | سمت دوم |
| شماره   | نام                                                | خواننده اصلی | مدت     |
| ------- | -------------------------------------------------- | ------------ | ------- |
| ۲.      | «اگر» (واترز)                                      | واترز        | ۴:۳۱    |
| ۳.      | «تابستان ۶۸» (رایت)                                | رایت         | ۵:۲۹    |
| ۴.      | «خورشید پیر چاق» (گیلمور)                          | گیلمور       | ۵:۲۲    |
| ۵.      | «صبحانهٔ روان‌گردان آلن» (میسن، گیلمور، واترز، رایت) | موسیقی سازی  | ۱۳:۰۰   |

## اعضا
- دیوید گیلمور - گیتار و خواننده، درام، بیس گیتار و خواننده پس‌زمینه در «تابستان ۶۸»
- راجر واترز - بیس گیتار، آکوستیک گیتار، تپ افکت، خواننده اصلی
- ریچارد رایت - خواننده، کیبورد، اُرگ، ملوترون
- نیک میسن - درامز، سازهای کوبه‌ای و تپ افکت، مهندس صوتِ همکار در آخرین آهنگ آلبوم